# Tithonia rotundifolia
Tithonia à feuilles rondes, Tournesol du Mexique, Tournesol mexicain, Soleil du Mexique
Espèce
Le Tithonia à feuilles rondes, Tournesol du Mexique, Tournesol mexicain ou Soleil du Mexique (Tithonia rotundifolia) est une espèce de plantes de la famille des Astéracées originaire d'Amérique centrale.